# Cynanchum officinale
Cynanchum officinale är en oleanderväxtart som först beskrevs av Hemsley, och fick sitt nu gällande namn av Ying Tsiang och Zhang. Cynanchum officinale ingår i släktet Cynanchum och familjen oleanderväxter. Inga underarter finns listade i Catalogue of Life.